# Ratko Mladić
Pour les articles homonymes, voir Ratko.
Ratko Mladić  (en serbe en écriture cyrillique : Ратко Младић), né le 12 mars 1942 à Božanovići (commune de Kalinovik, État indépendant de Croatie, aujourd'hui en Bosnie-Herzégovine), a été le commandant en chef de l'armée de la république serbe de Bosnie (VRS) pendant la guerre de Bosnie entre 1992 et 1995. Criminel de guerre, il est surnommé par les médias « le boucher des Balkans »,,.
Le 26 mai 2011, après quinze ans de cavale, il est arrêté à Lazarevo (Voïvodine, Serbie), par la police serbe. Il est extradé vers La Haye cinq jours plus tard, le 31 mai, afin de comparaître devant le Tribunal pénal international pour l'ex-Yougoslavie. Son arrestation était une condition sine qua non pour l'intégration de la Serbie dans l'Union européenne.
Il est condamné à la prison à perpétuité par le TPIY le 22 novembre 2017, reconnu alors coupable de génocide, crimes contre l'humanité et violations des lois ou coutumes de la guerre. En tant que commandant en chef, Mladić est condamné par la juridiction pour avoir notamment dirigé le siège de Sarajevo de 1992 à 1995, le massacre de Srebrenica, considéré comme le plus grand massacre en Europe depuis la Seconde Guerre mondiale, ainsi que pour l'entreprise de nettoyage ethnique menée dans toute la Bosnie durant la guerre. Le verdict et la peine deviennent définitifs en juin 2021 après l’appel devant le Mécanisme résiduel.

## Jeunesse
Mladić est né en 1942 dans le village de Božanovići situé près du mont Treskavica, au sud-est de Sarajevo, dans la municipalité de Kalinovik à l'ouest de Goražde, en Bosnie. L'endroit est à cette époque une partie de l'éphémère État indépendant de Croatie (Nezavisna Država Hrvatska ou NDH), l'État créé après que l'Allemagne nazie et l'Italie fasciste ont envahi et démembré le royaume de Yougoslavie en 1941. Son père, Nedjo Mladić (1909-1945), qui fait partie du mouvement des Partisans de Tito, est tué par les Oustachis au cours du printemps 1945, juste avant la fin de la Seconde Guerre mondiale, alors qu'il dirigeait une attaque partisane contre le village d'origine d'Ante Pavelić.
L’ancien nom de Mladić était Mladenović, descendant de Branko Mladenović, un noble serbe du XIVᵉ siècle et fondateur de la dynastie Branković.

## Carrière militaire

### Armée yougoslave
Lorsqu'il était jeune, Ratko Mladić voulait devenir enseignant, mais il finit par s'engager dans une carrière militaire au sein de l'Armée populaire yougoslave (JNA). Après être allé au lycée dans la banlieue de Belgrade, il entre à l'École militaro-industrielle de Zemun le 20 octobre 1961. Il est admis à l'Académie militaire puis à l'Académie des officiers dont il sort diplômé, le 27 septembre 1965, avec la mention « remarquable ». La même année, il adhère au parti communiste.
Sa première affectation en tant qu'officier (sous-lieutenant) est à Skopje, où il est le plus jeune militaire de l'unité qu'il dirige. Il se révèle comme un officier capable et il commande différentes unités jusqu'à prendre en charge un bataillon de chars puis une brigade. Le 25 décembre 1980, il devient lieutenant-colonel et le 18 août 1986, colonel. Le 31 janvier 1989, il est nommé chef du service Préparation militaire de la 3e région militaire de RFS Yougoslavie.

### La guerre de Bosnie

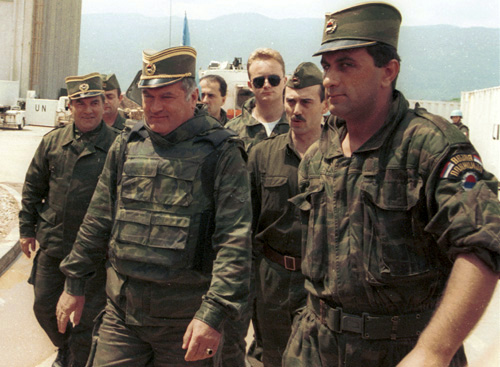
Le général Ratko Mladić (au centre) à l'aéroport de Sarajevo pour des pourparlers avec l'ONU.

En juin 1991, Mladić est nommé à Knin commandant du neuvième corps de l'Armée populaire yougoslave (JNA), pendant les combats entre JNA et les forces croates. Le 4 octobre 1991, il est promu général de brigade. Le 24 avril 1992, Mladić est promu au rang de général de division et le 25 avril 1992, il est nommé chef d’état-major adjoint du quartier général du deuxième district militaire de la JNA à Sarajevo. Il prend ses fonctions le 9 mai. Le 12 mai 1992, une « assemblée serbe de Bosnie » vote la création d'une Armée de la République serbe de Bosnie-Herzégovine (VRS), dont Mladić prend le commandement jusqu'au 22 décembre 1996 au moins. Le 24 juin 1994, sur ordre de Slobodan Milošević, la direction du personnel de l'Armée de Yougoslavie (VJ), sa véritable appartenance, l'élève au rang de général de corps d’armée.

#### Siège de Sarajevo
Le siège de Sarajevo a duré 44 mois, à partir de mai 1992, au cours desquels 10 000 civils furent tués, fauchés par des obus de mortiers tirés depuis les hauteurs qui entourent la ville ou bien tués par des snipers.

#### Autres localités
Il est poursuivi pour génocide, persécution, extermination, meurtre, déportations et actes inhumains dans de nombreuses municipalités en Bosnie, où ses hommes ont tué, violé, torturé, détenu et chassé des milliers de Musulmans et Croates.

#### Massacre de Srebrenica
Vers le 12 juillet 1995, le général Mladić était à Potocari, un village dans lequel environ 28 000 musulmans bosniaques de Srebrenica s'étaient réfugiés pour aller trouver abri auprès des Casques bleus néerlandais qui s’y trouvaient. Durant les six jours qui suivirent, entre 6 000 et 8 000 hommes musulmans capturés, dont des adolescents, furent massacrés. Des messages radio interceptés indiquent que Mladić était présent au début des exécutions. Selon une source de l'ONU, après les premiers jours de massacre, Mladić dit au commandant néerlandais de l'ONU, qu'il détenait aux arrêts à Potocari, que les forces serbes « avaient tué beaucoup de gens parce qu'ils avaient essayé de s'enfuir de Srebrenica ». Le bilan des morts est estimé à 8 100 victimes. Ce massacre est le plus important en Europe depuis la fin de la Deuxième Guerre mondiale.

#### Prise d'otages
Ratko Mladić est accusé de la prise d'otages de 200 soldats de l'ONU entre le 26 mai et le 2 juin 1995. Ils avaient été enchaînés à des postes stratégiques des territoires conquis afin d'empêcher tout bombardement de l'OTAN contre les forces armées serbes de Bosnie.

## Fuite et procès devant le TPIY

### Inculpation et cavale
En 1995, le Tribunal pénal international pour l'ex-Yougoslavie a inculpé Ratko Mladić de deux chefs de génocide, de cinq chefs de crimes contre l'humanité (persécutions, extermination, assassinat, expulsion, actes inhumains), et quatre chefs de violations des lois et coutumes de la guerre (meurtre, terrorisation, attaques illégales contre des civils, prise d’otages).
Fugitif, il est suspecté de se cacher en Serbie et de vivre dans une banlieue chic de Belgrade jusqu'en 2002, après la chute de Slobodan Milošević en octobre 2000. Le gouvernement des États-Unis offre cinq millions de dollars pour toute information sur Mladić. Il reçoit sa pension de retraite militaire jusqu'en novembre 2005[réf. nécessaire].

Le 22 février 2006, les journaux de Serbie Glas Javnosti et Blic, et le journal serbe de Bosnie Nezavisne Novine (Banja Luka) annoncent que Ratko Mladić serait en lieu sûr en train de négocier sa reddition. L'information est toutefois démentie par le porte-parole du gouvernement de Serbie-et-Monténégro, Srđan Đurić, qui dénonce une « manipulation qui porte atteinte au gouvernement », ainsi que par la porte-parole de la procureur du TPIY, Carla Del Ponte, qui critique l'« emballement médiatique ».
Le 23 juin 2006, le journal Kurir affirme que Ratko Mladić aurait été victime d'une attaque cérébrale et qu'il serait dans un état critique. Cette information n'a pas pu être confirmée ou démentie. Le gouvernement n'a fait aucun commentaire[réf. nécessaire].
Le 31 mai 2007, un ancien général serbe, proche de Ratko Mladić, est arrêté à la frontière entre la Serbie et la Republika Srpska, l'entité serbe de Bosnie-Herzégovine.
En octobre 2010, la Serbie fait passer la récompense de 5 millions à 10 millions d'euros pour toute information sur Mladić.
En mars 2011, son épouse déclare que son mari est probablement mort.
Il reste honoré en Serbie par les militants d’extrême droite, qui bénéficient de la complaisance des autorités.

### Arrestation
Le 26 mai 2011, il est arrêté par la police serbe à Lazarevo (Voïvodine) à la suite d'un renseignement anonyme. Logé chez l'un de ses cousins, il a en sa possession des papiers d'identité indiquant qu'il s'appelle Milorad Komadic. 10 000 ultranationalistes sympathisants du Parti radical serbe protestent à Belgrade contre son arrestation,. Le 31 mai 2011, il est transféré aux Pays-Bas pour comparaître devant le TPIY.

### Procès
Le 4 juillet 2011, Ratko Mladić refuse de plaider coupable ou non coupable et est évacué de la salle d'audience. Le Tribunal pénal international pour l'ex-Yougoslavie considère dès lors qu'il plaide non coupable des onze chefs d'inculpation retenus contre lui.
Il est opéré d'une hernie discale, en août 2011.
Son procès devant le TPIY s'ouvre le 16 mai 2012, mais il est ajourné le lendemain en raison d'irrégularités dans la transmission à la défense des éléments du dossier.
Le 12 juillet 2012, il est hospitalisé après avoir eu un malaise lors d'une audience devant le TPIY.
En janvier 2014, une confrontation a lieu entre Radovan Karadžić et Mladić.
Ratko Mladic est défendu par l'avocat Dragan Ivetic.

### Condamnation
Le 22 novembre 2017, il est reconnu coupable pour son rôle dans le génocide de Srebrenica et le bombardement de Sarajevo. Il est condamné à la prison à perpétuité pour génocide, crimes de guerre et crimes contre l'humanité,. Il fait appel de cette condamnation. Il sera rejugé en 2020 devant le Mécanisme pour les Tribunaux pénaux internationaux.
En novembre 2018, alors qu'il est détenu à Scheveningen, il est appelé au téléphone en direct sur une chaîne de télévision serbe. Son « interview » dure quelques minutes au cours desquelles il plaisante avec Vojislav Šešelj, condamné également pour crime contre l'humanité et présent sur le plateau de l'émission.
Son procès en appel s'ouvre en août 2020. Le 8 juin 2021, la condamnation ainsi que la sentence sont confirmées par le MTPI. Le 3 juin 2025, il demande sa libération anticipée car il n'aurait que quelques mois à vivre. Cette requête est rejetée le 29 juillet 2025 par la juge Graciela Gatti Santana, présidente du MTPI. Ratko Mladic reste détenu au centre de détention des Nations Unies à La Haye.

## Famille
Ratko Mladić s’est marié à Bosiljka Mladić (née le 20 juillet 1947 à Okrugljača). Ils ont eu deux enfants : un fils, Darko, né à Skopje le 19 août 1969, et une fille, Ana, qui faisait des études de médecine à Belgrade et qui s'est suicidée avec l'arme de son père en mars 1994, à l'âge de 23 ans.